# Donje Ljupče
Lupq i Poshtëm en albanais et Donje Ljupče en serbe latin (en serbe cyrillique : Доње Љупче) est une localité du Kosovo située dans la commune/municipalité de Podujevë/Podujevo, district de Pristina (Kosovo) ou district de Kosovo (Serbie). Selon le recensement kosovar de 2011, elle compte 2 113 habitants.

## Histoire
Sur le territoire du village se trouve le site de Kalaja, dont les vestiges remontent à l'Antiquité et à l'Antiquité tardive ; il est inscrit sur la liste des monuments culturels du Kosovo.

## Démographie

### Évolution historique de la population dans la localité
| 1948  | 1953  | 1961  | 1971  | 1981  | 1991  | 2011  |
| ----- | ----- | ----- | ----- | ----- | ----- | ----- |
| 1 052 | 1 174 | 1 243 | 1 545 | 1 905 | 2 189 | 2 113 |

|  |

### Répartition de la population par nationalités (2011)
En 2011, les Albanais représentaient 99,90 % de la population.